# Team Saka
Team Saka, kurz Saka war eine pro-indonesische Miliz (Wanra) im von Indonesien seit 1975 besetzten Osttimor. Sie hatte ihr Operationsgebiet im Distrikt Baucau. Bis 1985 trug die Miliz den Namen Railakan Team.

## Hintergrund
Die Miliz wurde zusammen mit der Miliz Team Alfa bereits 1983 (nach anderen Quellen 1986) im Kampf gegen den militärischen Arm der Unabhängigkeitsbewegung Forças Armadas de Libertação Nacional de Timor-Leste (FALINTIL) von Kopassus-Offizier Hauptmann Luhud Pandjaitan gegründet. Den Auftrag dazu bekam er von seinem Vorgesetzten Oberst Prabowo Subianto. Die beiden Milizen wurden zum regulären Teil der indonesischen Armee in Kampf- und Anti-Guerilla-Operationen. Durchgesickerte Armeedokumente belegen dies. Eng wurde auch mit Sera Team, der zweiten Miliz in Baucau zusammengearbeitet, so dass beide Milizen in manchen Berichten gemeinsam als eine Gruppe erscheinen. Die Mitglieder beider Milizen wurden von der indonesischen Armee bezahlt und gehörten zum Territorialkommando Kodim 1628/Baucau. Zusammen hatten die beiden Milizen etwa 970 Mitglieder, 250 davon waren bewaffnet. Team Saka zählte Ende 1998 etwa 300 Mitglieder. Die Basis befand sich in Laisorolai (Suco Laisorolai de Cima).
Chef von Team Saka war Joanico da Costa, ein Sergeant (indonesisch Serka) der Kopassus, einer Spezialeinheit der Streitkräfte Indonesiens. Er rückte als Stellvertreter nach, als der ursprüngliche Chef 1994 getötet wurde.
Im Vorfeld des Unabhängigkeitsreferendums in Osttimor am 30. August 1999 bedrohte die Miliz die Bevölkerung und Unabhängigkeitsbefürworter. Einige Berichte legen aber nahe, dass Team Saka den Einfluss der radikaleren Aitarak-Miliz unter Eurico Guterres in Baucau mäßigte. Abgesehen von einigen Einschüchterungen gibt es tatsächlich keine Berichte über Gewalttaten gegen Zivilisten durch Costa oder die Team Saka im Jahr 1999.
Costa floh nach der Niederlage Indonesiens im Referendum in das indonesische Kupang (Westtimor). Er konnte aber im März 2000 für einen Tagesbesuch nach Baucau zurückkehren, ohne dass es zu Protesten kam. Nachdem Costa vom indonesischen Militär fallen gelassen worden war, gab er im Oktober 2000 ausländischen Reportern ein Interview und gab an, dass 200 Team Saka-Milizionäre von der Kopassus in Aileu und Cijantung (Westjava) ausgebildet wurden.